# Secretaría Contra la Violencia Sexual, Explotación y Trata de Personas (SVET)
Por medio del Decreto 9-2009 Ley contra la Violencia Sexual, Explotación y Trata de Personas, en su TITULO II, Artículo 4, se crea la Secretaría contra la Violencia Sexual, Explotación y Trata de Personas adscrita administrativamente a la Vicepresidencia de la República, la cual funcionará de acuerdo a lo establecido en el reglamento respectivo.
VISIÓN
Ser la institución líder en la asesoría e implementación de medidas contra la Violencia Sexual, Explotación y Trata de Personas que garanticen los derechos de protección a la población prioritaria con enfoque amplio e internacional.
MISIÓN
Somos la entidad responsable de velar por el cumplimiento de la Ley contra la Violencia Sexual, Explotación y Trata de Personas, teniendo como fin primordial asesorar a la institucionalidad del Estado, responsable en la materia, para prevenir, atender y protege, impulsando estrategias eficaces para mejorar la calidad de vida de los niños, niñas, adolescentes y mujeres.

## Atribuciones de la Secretaría contra la Violencia Sexual, Explotación y Trata de Personas -SVET-
Según la Ley Contra la Violencia Sexual, Explotación y Trata de Personas, en su Artículo 5. Atribuciones de la Secretaría,  le corresponde el despacho las siguientes atribuciones:
1. Servir de órgano asesor y recomendar la realización de acciones a las distintas dependencias o entidades del Estado en la lucha contra la violencia sexual, explotación y trata de personas.
2. Recomendar la aprobación de normas y procedimientos a las distintas entidades del Estado en materia de su competencia.
3. Realizar seguimiento y estudiar los efectos de las normas, programas y acciones en materia de su competencia y recomendar su reorientación.
4. Diseñar e implementar medidas, planes, programas e iniciativas de información y sensibilización eficaces, estratégicas, constantes y sistemáticas a nivel nacional y local, tomando en cuenta el género, la diversidad cultural y ética y los factores de vulnerabilidad de cada región del país, la edad, la cultura, el idioma de los destinatarios de la información y la comunidad en que ella se brinde.
5. Trasladar los planes, programas, proyectos e iniciativas que apruebe a la Comisión Nacional de la Niñez y Adolescencia.
6. Promover el desarrollo de estudios para descubrir, medir y evaluar los factores que facilitan la violencia sexual, la explotación y la trata de personas, entre ellos, las políticas y procedimientos migratorios.
7. Promover la suscripción e implementación de acuerdos bilaterales o multilaterales para la protección internacional.
8. Impulsar la creación y funcionamiento de los registros necesarios para actualizar la información sobre trata de personas.
9. Denunciar los hechos constitutivos de delito o falta que tenga conocimiento, a consecuencia del ejercicio de sus funciones.
10. Impulsar, en donde corresponda, procesos de capacitación, actualización y especialización, relacionada con la prevención, protección, atención y sanción de las disposiciones contenidas en la presente Ley.
11. Coordinar actividades y proyectos con las entidades y dependencias del Estado, quienes podrán coadyuvar con la Secretaría, en lo que les fuere solicitado.
12. Crear comités departamentales en el marco de las estrategias, políticas y objetivos de la Secretaría.

## Principios y Valores Institucionales

### Principios y Valores
Los valores institucionales asumidos por la institución son:
- Responsabilidad: Disposición y diligencia en el cumplimiento de las actividades o tareas asignadas, así como la disposición para asumir las consecuencias de los actos que realice.
- Honestidad: Es un valor que refiere a velar por el interés colectivo y no el particular, evitando todo provecho personal obtenido por sí mismo o por otras personas; significa también que el funcionario o servidor público debe tener transparencia en los actos que realice.
- Trabajo en Equipo: Significa que todos los funcionarios deben estar comprometidos a trabajar en forma integrada, conscientes que la responsabilidad, el compromiso de cada uno suma al trabajo y resultados en equipo y la efectividad en las acciones realizadas.
- Lealtad: Se traduce en constancia y solidaridad de los servidores públicos, trabajadores y colaboradores de la institución, autoridades superiores, compañeros y personas que tenga a su cargo.
- Efectividad: Los funcionarios y servidores públicos deben estar comprometidos con el alcance de los objetivos y la misión y la visión de la institución, en una forma eficiente y eficaz.

- Transparencia: Hace referencia a la ejecución de los actos de servicio, de tal manera que sean accesibles al conocimiento de toda persona que tenga interés legítimo en ellos.

- Igualdad: Exige atender a las personas que demandan o solicitan sus servicios sin ningún tipo de preferencias, tomando en consideración el mérito, legalidad, y motivaciones objetivas y no motivos religiosos, políticos o posición social o económica.
- Respeto a la Dignidad Humana: Respetamos la dignidad del ser humano, comprometidos a trabajar en el diseño e implementación de medidas de prevención y el fortalecimiento de la atención a las víctimas de los delitos de violencia sexual, explotación y trata de personas y otros grupos identificados en situación de vulnerabilidad.

## Objetivos de la SVET

### Objetivo Estratégico Primero
Asesorar y recomendar a las instituciones relacionadas con los delitos VET, en materia de prevención mediante acciones de sensibilización, información y capacitación con enfoque de género, pertinencia cultural y etaria, así como protección y atención a la víctima, a nivel nacional.

### Objetivo Estratégico Segundo
Recomendar en calidad de órgano asesor, la realización de acciones a las distintas instituciones del Estado, relacionadas con contrarrestar los delitos contra la violencia sexual, explotación y trata de personas a través de su articulación institucional con 60 entidades, a nivel nacional.
Durante el periodo 2019-2023, se prevé operativizar los objetivos siguientes, de acuerdo al nuevo periodo del Plan Operativo Multianual (POM): 
- Dar continuidad y fortalecimiento de las 23 Redes VET.
- Proporcionar seguimiento a los encuentros nacionales con diferentes instituciones y organizaciones de la sociedad civil.
- Suministrar seguimiento y fortalecer el Programa Nacional para el desarrollo de jornadas informativas de sensibilización información y capacitación para la prevención y el combate a la violencia sexual, explotación y trata de personas, con enfoque de género, pertinencia cultural y etario.
- Brindar y dar seguimiento a las campañas de información y prevención contra la violencia sexual, explotación y trata de personas.
- Proveer seguimiento a la Comisión Interinstitucional Contra la Violencia Sexual (CIVS).
- Continuar informando a la población en general, sobre diferentes temas relativos a la prevención y sensibilización de los delitos de violencia sexual, explotación y trata de personas, a través de mensajes que se publiquen en las diferentes redes sociales de la SVET.
- Fortalecer y darle seguimiento a la Mesa Nacional contra la Explotación Sexual en Niños, Niñas y Adolescentes (MENACESNNA).
- Mejorar, fortalecer y dar seguimiento a la Comisión Interinstitucional contra la Trata de Personas (CIT).
- Continuar impulsando y desarrollando talleres de prevención y sensibilización en los delitos VET a nivel nacional.
- Extender el continuismo en acciones de elaboración y actualización de instrumentos en materia de los delitos VET (manuales, protocolos, hojas de rutas), para la prevención, protección y atención a víctimas, en coordinación con las diferentes instituciones u organismos del Estado.
- Darle seguimiento a la atención integral y protección a los niños, niñas y adolescentes referidos a los albergues temporales especializados de la SVET.
- Continuar con el monitoreo de las clínicas especializadas para la atención de personas víctimas sobrevivientes de violencia sexual, ubicadas en la red hospitalaria a nivel nacional.
- Otras acciones que de acuerdo a la Ley VET se puedan aplicar y que contribuyan al fortalecimiento del quehacer de la SVET, especialmente en el combate de los delitos VET y que ello por ende contribuya a disminuir la ocurrencia de dichos delitos, a nivel nacional, con enfoque de género, pertinencia cultural y etaria.

## Programas de Trabajo
Para el eficaz y efectivo cumplimiento de las atribuciones que el Decreto 9-2009 le confiere, la Secretaría contra la Violencia Sexual, Explotación y Trata de Personas implementa programas de trabajo por medio de sus órganos sustantivos.  

#### Violencia Sexual
La violencia sexual es un problema social multicausal, definido por la Organización Mundial de la Salud, como “todo acto sexual, la tentativa de consumar un acto sexual, los comentarios o insinuaciones sexuales no deseados, o las acciones para comercializar o utilizar de cualquier otro modo la sexualidad de una persona mediante coacción por otra persona, independientemente de la relación de ésta con la víctima, en cualquier ámbito, incluidos el hogar y lugar de trabajo”.
La SVET, de acuerdo a sus atribuciones en la lucha contra este fenómeno, cuenta con la Dirección contra la Violencia Sexual como el órgano encargado de planificar, organizar y dirigir las funciones relacionadas con la violencia sexual, tales como realizar procesos de capacitación y especialización relacionados con la prevención de la violencia sexual, promover espacios de discusión y coordinación para el abordaje de atención y protección a víctimas de violencia sexual, impulsar estudios e investigaciones sobre las causas de la violencia sexual y elaborar rutas de abordaje para la atención a víctimas incluyendo el tema de embarazos en menores de edad.
La Dirección contra la violencia sexual tiene dentro de sus atribuciones generales adquiridas mediante compromisos obtenidos por medio de firmas de convenios interinstitucionales, la obligación de realizar monitoreos anuales a las 42 Clínicas Especializadas de Atención a Víctimas Sobrevivientes de Violencia Sexual que funcionan en hospitales nacionales y a las fiscalías del Ministerio Público que contienen modelos de atención integral y suministro de kit de medicamentos y biológicos para atender a víctimas sobrevivientes de violencia sexual, asimismo realiza el monitoreo y es el ente rector de la Mesa Técnica de la Ruta de Abordaje para la Atención Integral de Embarazos en Niñas y Adolescentes Menores de 14 Años de Edad. Estas actividades son parte de un proceso de verificación del cumplimiento de compromisos que distintas instituciones del Estado han adquirido de acuerdo al ámbito de su competencia en la atención a víctimas de violencia sexual. 
La Dirección contra la Violencia Sexual también ejerce funciones de prevención con la población guatemalteca, y en el año 2018 realizó el lanzamiento oficial de la Campaña NO + Violencia Sexual, que se constituye en la primera campaña educativa sobre prevención de delitos de violencia sexual en Guatemala, en la que participaron voluntarios y voceros de distintos sectores de la sociedad guatemalteca, tales como artistas, comunicadores y atletas. Esta Dirección, además, brinda procesos informativos, capacitaciones y diplomados a servidores públicos y población general en relación con la prevención de la violencia sexual y embarazos en niñas y adolescentes menores de 14 años de edad producto del delito de violación, la población más vulnerable y la atención adecuada a víctimas sobrevivientes de ese flagelo y hace entrega de material informativo y didáctico elaborado especialmente de acuerdo a la población objetivo.  

#### Explotación
La EXPLOTACIÓN es una forma de violencia por medio de la cual una o varias personas se valen de la situación de vulnerabilidad de alguien más, aprovechándose de su trabajo o de su sexualidad.
El Código Penal establece los delitos de Explotación Sexual, del Art. 191 al 195 Quáter del Código Penal. Para una mejor comprensión, se presentan de la siguiente manera:
Delitos de explotación sexual en los cuales las víctimas son personas adultas
·        Promoción, facilitación o favorecimiento de la prostitución (Artículo 191 del Código Penal).
·        Remuneración por la promoción, facilitación o favorecimiento de la prostitución (Artículo 193 Bis del Código Penal).
Delitos de explotación sexual en los cuales las víctimas son niñas, niños y adolescentes
·        Actividades sexuales remuneradas con personas menores de edad (Artículo 193 del Código Penal).
·        Producción de pornografía de personas menores de edad (Artículo 194 del Código Penal).  
·        Comercialización o difusión de pornografía de personas menores de edad (Artículo 195 Bis del Código Penal).
·        Posesión de material de pornográfico de personas menores de edad (Artículo 195 Ter. del Código Penal).
Cuando estos delitos se realizan en el contexto de la actividad turística, se está hablando de:
·        Utilización de actividades turísticas para la explotación sexual comercial de personas menores de edad (Artículo 195 Quáter del Código Penal).
Los delitos de explotación de niños niñas y adolescentes también se encuentran catalogados como unas de las peores formas de trabajo infantil, contempladas en el convenio 182, de la Organización Internacional del Trabajo -OIT-. 
Acciones de prevención contra la Explotación Sexual
En el ámbito de la prevención del delito de explotación, en la Secretaría contra la Violencia Sexual, Explotación y Trata de Personas se realizan acciones como las siguientes: 
·        Campaña “Protegiendo Nuestro Mayor Tesoro” contra la explotación sexual de niños, niñas y adolescentes en actividades relacionadas con viajes y turismo.  
·        Campaña “Cuidado con el Grooming”, Seducción en línea, Sexting. 
·        Mini Guía de Seguridad en Internet 
·        Código de Conducta para la prevención de la explotación sexual de niños, niñas y adolescentes en actividades relacionadas con viajes y turismo. 

#### Trata de Personas
En la historia de la humanidad, este delito ha estado ligado a guerras, esclavitud y a situaciones en las cuales las mujeres son vistas como objetos sexuales; así se refiere que durante el período colonial, las mujeres principalmente “…africanas e indígenas, fueron sacadas de sus lugares de origen y comercializadas como mano de obra, servidumbre y/o como objetos sexuales, en la época actual, la trata de personas no es solamente un crimen, sino constituye también una grave violación a los derechos humanos, en la que reduce al ser humano a la condición de objeto o mercancía.
Dicho delito tiene su fundamento en varios instrumentos internacionales, principalmente lo establecido en el Protocolo para Prevenir, Reprimir y Sancionar la Trata de Personas, Especialmente en Mujeres y Niños, conocido como Protocolo de Palermo.  
En la trata de personas, el fin es la explotación del ser humano en diferentes modalidades. En el caso particular de Guatemala, el Decreto n.º 9-2009 del Congreso de la República, Ley contra la Violencia Sexual, Explotación y Trata de Personas, adicionó al Código Penal el artículo 202 ter que refiere:” Constituye delito de trata de personas la captación, el transporte, traslado, retención, acogida o recepción de una o más personas con fines de explotación. Quien cometa este delito será sancionado con prisión de 8 a 18 años y multa de 300 mil a 500 mil quetzales. En ningún caso se tendrá en cuenta el consentimiento prestado por la víctima de trata de personas o por su representante legal. Para los fines del delito de trata de personas, se entenderá como fin e explotación: la prostitución ajena, cualquier forma de explotación, los trabajos o servicios forzados, cualquier tipo de explotación laboral, la mendicidad, cualquier forma de esclavitud, la servidumbre, la venta de personas, la extracción y el tráfico de órganos y tejidos humanos, el reclutamiento de personas menores de edad para grupos delictivos organizados, adopción irregular, trámite irregular de adopción, pornografía, embarazo forzado o matrimonio forzado o servil”.   
La Secretaría contra la Violencia Sexual, Explotación y Trata de Personas -SVET-, por medio de la Dirección contra la Trata de Personas, realiza entre otras las siguientes acciones: implementar los lineamientos, políticas y demás directrices que le sean trasladadas en el marco de la trata de personas; realizar procesos de capacitación, sensibilización y demás formas de socialización de temas relacionados con la trata de personas, incluyendo sus niveles de abordaje; impulsar canales de coordinación interinstitucional para el seguimiento a los protocolos y demás procedimientos que sean implementados en materia de dicho delito; participar según delegación específica en las comisiones, reuniones, mesas técnicas, Coalición Regional y demás espacios de discusión relacionados con la temática, así como las coordinaciones que de ellas se deriven; promover programas de atención a las víctimas de trata de personas en las instituciones del Estado vinculadas con el tema; coordinar las acciones para la respuesta pronta, integral y eficaz a las víctimas de trata de personas, por medio de la articulación del Equipo de Respuesta Inmediata; establecer alianzas estratégicas para la articulación de esfuerzos en el marco de la Campaña Corazón Azul; realizar acompañamiento a proceso de repatriación a víctimas de trata de personas; recopilar, sistematizar y analizar información estadística en materia de trata de personas para la elaboración de informes de Estado, respecto al abordaje del delito entre otras acciones.                                                                  